# أتولتيكت (أسطورة)
أتولتيكت (بالإنجليزية: Ah Toltecat)‏ رب عند التولتيك في أمريكا الوسطى.

## التولتيكت
ثقافة تولتيك هي إحدى حضارات وسط أمريكا الأثرية التي سيطرت على دولة كبيرة كان مركزها مدينة تولا، في زمن مبكر من الفترة ما بعد الكلاسيكية من التسلسل الزمني لأمريكا الوسطى (حوالي 800-1000 م). رأت حضارة الأزتك اللاحقة أن حضارة التولتيك هي السلف الفكري والثقافي لحضارتهم ووصفوا التولتيك بأنهم أتوا من تولان Tōllān (وهي مدينة تولا بلغة الناواتل) وكانوا مثال الحضارة؛ في الواقع فإن كلمة توليكاتل Tōltēcatl (مفرد) أو تولتيكاه Tōltēcah (جمع) في لغة الناهواتل أصبحت تعني «الحرفيين». كما وصفت حكايات الأزتيك الشفهية والتصويرية تاريخ إمبراطورية تولتيك، وذكرت قوائم الحكام ومآثرهم.
يختلف الباحثون عما إذا كانت روايات الأزتيك عن تاريخ التولتيك هي وصف لأحداث تاريخية فعلية. ففي حين يتفق جميع الباحثين بأن هناك مقاطع أسطورية كثيرة في القصص، يرى البعض أنه باستخدام المقارنات المنهجية يمكن استخلاص بعض الوقائع التاريخية من تلك المصادر. ويري آخرون أن التحليل المستمر لتك الروايات كمصادر تاريخية فعلية أمر غير مجدي ويعيق الوصول إلى المعرفة الفعلية لحضارة تولا، هيدالغو.
من الخلافات الأخرى التي تتعلق بالتولتيك مسألة فهم الأسباب الكامنة وراء أوجه التشابه في الهندسة المعمارية والايقونات بين الموقع الأثري في تولا وبين مدينة تشيتشن إيتزا المايانية. لا يوجد إجماع حتى الآن حول درجة أو اتجاه النفوذ بين هذين الموقعين. ومن أوجه الجدل هي مزاعم كتاب العصر الجديد مثل كارلوس كاستانيدا ودون ميغيل رويز، الذين يزعمون أنهم يمثلون تعاليم «التولتيك».